# Відьмина гора
«Відьмина гора» (англ. Race to Witch Mountain) — американський фантастичний фільм режисера Енді Фікмана, що вийшов у березні 2009, це римейк стрічки 1975 року «Втеча на Відьмину гору».
Головні ролі виконували: Двейн Джонсон, АннаСофія Робб, Александр Людвіг, Кіара Хіндс і Карла Гуджино.
Зйомки почалися в Лос-Анджелесі в березні 2008 р. Випущений 13 березня 2009 р.

## Сюжет
Фільм оповідає про таксиста-невдаху Джека, пасажирами якого стають двоє підлітків, у яких виявляються паранормальні здібності. Згодом, Джеку доведеться рятувати своїх попутників від переслідувачів.

## У ролях
| Актор             | Роль                  |
| ----------------- | --------------------- |
| Двейн Джонсон     | Джек Бруно            |
| Анна-Софія Робб   | Сара                  |
| Александер Людвіг | Сет                   |
| Карла Гуджино     | доктор Алекс Фрідман  |
| Кіаран Гайндс     | Генрі Берк            |
| Гаррі Маршалл     | доктор Дональд Харлан |
| Том Еверетт Скотт | містер Метісон        |
| Чіч Марін         | Едді Кортес           |
| Біллі Браун       | містер Карсон         |

## Факти
- Виставковий центр в Помоні, Каліфорнія був використаний у фільмі як UFO Expo 9, а Відьминою горою стала гора Шайєнн.
- Режисер також консультувався у експертів-уфологів, військових, і представників ЦРУ, щоб використовувати необхідні для фільму відомості. Він також увів у сценарій позаземну істоту під ім'ям Сифон, над образом якого працювали фахівці, що створили Хижака і Чужого.
- Номер таксі — 1975 — відсилання до оригінальної картини «Втеча на Відьмину гору» 1975 року.
- Кім Річардс і Айк Айсенманн, що зіграли брата і сестру в оригіналі, отримали невеликі ролі — офіціантки кафе і шерифа. Імена цих героїв схожі з іменами героїв першого фільму: Тоні та Ентоні, Тіа і Тіна відповідно.